# Heliumflash
En heliumflash är fusionsprocessen av helium i kärnan på en mindre stjärna som har en massa mindre än runt 2,25 solmassor, eller kanske på ytan på en vit dvärg eller som skalförbränning i större stjärnor i den asymptotiska jättegrenen. 

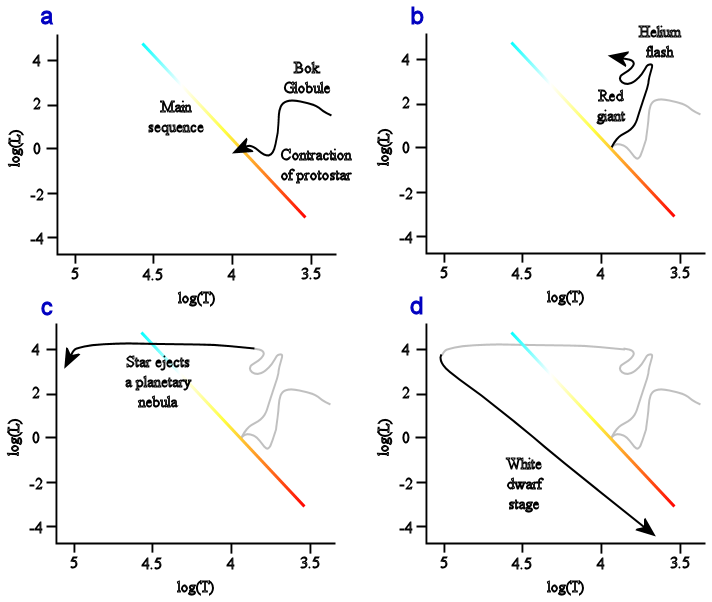
Processerna i kärnan

## Heliumflash i kärnan
I en stjärna som har en massa på mindre än 2,25 solmassor sker heliumflashen i kärnan när vätet tar slut och trycket inte längre kan stå emot en gravitationell kollaps. Kärnan börjar då kontrahera och blir då varmare och varmare tills det gör att de yttre lagren börjar expandera och den påbörjar sin röda superjätteperiod. När stjärnan fortsätter kontrahera i takt med gravitationen, kommer den till slut bli så kompakt att massan bli degenererad.  Det här degenererande trycket kommer till slut bli tillräckligt för att hindra en fortsatt kollaps av det mest centrala materialet, medan resten av materialet i kärnan fortsätter att kontrahera och värmen fortsätter att stiga. När temperaturen når cirka 100 miljoner Kelvin kan heliumet börja fusioneras. 
Den explosiva naturen hos en heliumflash beror på mängden degenererad massa. Trycket är inte längre beroende av temperaturen. När temperaturen når 100-200 miljoner Kelvin fortsätter heliumfusionen genom trippel-alfa-processen, eftersom degenererad materia leder värme effektivt. Temperaturen ökar snabbt, mängden helium som fusioneras ökar och detta gör att de delar där reaktionerna sker expanderar. Trots detta kommer dock inte volymen att öka och trycket kommer inte att minska, så det är ingen stabil avkylande expansion av kärnan. Den här skenande reaktionen ökar snabbt till 100 miljarder gånger stjärnans normala energiproduktion (i fem sekunder) tills den ökade temperaturen gör det termiska trycket dominant igen, och förhindrar förfallet/kollapsen. Kärnan kan sedan expandera och kylas ner och stabilt fortsätta förbränningen av helium.
Stjärnor med en massa mer än 2,25 solmassor börjar förbränningen av helium utan att deras kärna blir degenererad så de uppvisar inte den här typen av heliumflash.
En heliumflash kan inte observeras direkt på ytan genom elektromagnetisk strålning. Flashen sker i kärnan långt in i stjärnan, och effekten kommer att bli att all frisläppt energi kommer att absorberas av kärnan.

## Heliumflash på ytan av en vit dvärg
När vätgas från en anslutande stjärna till en vit dvärg är ansamlad i den vita dvärgen, fusioneras vätgasen oftast till helium. Det här heliumet kan byggas upp och bilda ett skal nära stjärnans yta. När massan av heliumet blir tillräckligt stor, kan en heliumflash inträffa, med en skenande fusion som orsakar en nova.